# Acido bosseopentaenoico
L'acido bosseopentaenoico (BPA) è un acido grasso polinsaturo coniugato con 20 atomi di carbonio e 5 doppi legami, di cui 3, in posizione 5,8,14, in configurazione cis e 2, in posizione 10 e 12, in configurazione trans.
Contando gli atomi di carbonio partendo dal terminale metilenico il primo doppio legame è tra il sesto e settimo atomo, l'acido bosseopentaenoico può essere considerato un acido omega-6. Altri isomeri coniugati icosapentaenoici omega-3 sono stati individuati nelle alghe: 20:5Δ5c,7t,9t,14c,17c -  20:5Δ5t,7t,9t,14c,17c.
L'acido bosseopentaenoico è stato identificato per la prima volta nel 1991 nella specie di alghe rosse coralline, Bossiella orbigniana.
La prima sintesi totale di metil bosseopentaenoato mediante reazioni consecutive catalizzate dal palladio è stata segnalata nel 2011.  Studi successivi ipotizzano un potenziale attività biologica e antiossidante.